# Lagon aux Bœufs
Le lagon aux Bœufs est un lac d'eau saumâtre situé à l'est de la ville de Fort-Liberté dans le département Nord-Est à Haïti.

## Géographie
Le lagon aux Bœufs est un lac d'eau saumâtre d’environ 13 ppt en moyenne situé dans le département Nord-est d’Haïti (tab. 2) à l'est de Fort-Liberté et l’Ouest de Ferrier. Sa superficie est d'environ 5 km2 (entre 500 et 600 ha par moments). Ses coordonnées géographiques sont 19° 40′ 12″ Nord et 71° 47′ 06″ Ouest. Sa profondeur maximale est d’environ 20 m et des profondeurs de moins de 10 m composent environ 40 % de sa surface totale. Sa température varie entre 27,5 et 32,5 °C et le pH se situe entre 6,2 et 8,0. L'eau de l'étang est riche en électrolytes et présente une conductivité élevée d'environ 15 500 μΩ/cm. Le taux de salinité varie entre 7,2 et 20,0 ppt. Le plus bas niveau de salinité est atteint en période de pluie. La transparence de l'eau est de 0,5 à 1,4 m par endroit au disque de Secchi. C'est un ancien bras de mer qui fut séparé de la côte par les alluvions. Plusieurs ruisseaux et ravines l’alimentent partiellement, notamment la rivière Lamatry qui a sa source dans le massif du Nord.)
Paramètres physicochimiques du lagon aux bœufs
| Paramètres      | Unités | Variations observées |
| --------------- | ------ | -------------------- |
| Température     | °C     | 27-32                |
| Turbidité       | M      | 0,5-1,4              |
| Oxygène dissous | mg/l   | 3,7-9                |
| pH              | --     | 6,2-8,3              |
| Salinité        | Ppt    | 7,2-20,0             |
| Conductivité    | μΩ/cm  | ~15 500              |

## Biodiversité
Le lagon aux Bœufs, fait partie d'un écosystème régional englobant la baie de Fort-Liberté et le delta de la rivière du Massacre et constitue une zone importante pour la conservation des oiseaux d'une valeur exceptionnelle pour les oiseaux d'eau et des oiseaux marins.
En 2014, plusieurs missions préparatoires à la création du Parc des 3 Baies et du Lagon aux Bœufs ont été mises en place visant à l'élaboration d’un arrêté présidentiel créant le "Parc marin et côtier des 3 baies" (Caracol, Fort-Liberté et Limonade) incluant le Lagon aux Bœufs.

## Faune
Parmi les espèces vivantes sur le lagon aux Bœufs, vit le dendrocygne des Antilles, le mango doré, le todier à bec large, le tangara à couronne noire, le crocodile américain et la tortue de mer.